# Juan Bruno Téllez de Guzmán
Juan Bruno Téllez de Guzmán (16?? - 16??) fue un político español. Fue gobernador y capitán general de Yucatán de 1683 a 1688 sustituyendo a Antonio de Layseca y Alvarado, bajo el reinado de Carlos II de España.

## Datos históricos
El 24 de junio de 1683 llegó a Yucatán, nombrado gobernador y capitán general de la provincia por el rey Carlos II de España, Juan Bruno Téllez de Guzmán, hombre de edad, honrado y justo pero sin experiencia en asuntos de guerra lo que para el momento que atravesaba la península de Yucatán era una característica muy deseable para quien la gobernara por los constantes acosos y amenazas que sufría la región por parte de los piratas y filibusteros que se ensañaban en sus litorales y en contra de las poblaciones mal defendidas de la costa. El nuevo gobernador encontró a los habitantes de la península con el muy justificado miedo a los ataques de los bucaneros ya que durante los años previos habían sido víctimas reiteradas de las incursiones cada día más aguerridas y violentas por parte de aquellos.
A Téllez de Guzmán le tocarían los ataques del flamenco Laurens de Graaf (Lorencillo) y del francés Michel de Grandmont que aliados, venían de obtener triunfos navales en contra de la armada española en toda la cuenca del mar Caribe, desde Cartagena de Indias al sur, pasando por la región insular y que pretendían sentar sus reales en Yucatán, por considerar que la península era clave para el acceso y control del Golfo de México y dominar así el flujo mercante creciente que se daba entre el puerto de Veracruz y Europa.
La falta de seguridad que existía en aquella época en puertos como San Francisco de Campeche, había hecho que gran parte de la población no quisiera ya radicar ahí. Desde su llegada el gobernador Téllez de Guzmán había convocado a reuniones urgentes para organizar la defensa de las ciudades y para recaudar fondos para tal propósito. Se realizaban entonces los primeros esfuerzos serios para amurallar la villa y para dotarla de baluartes. El incremento de los impuestos a la exportación de sal y las aportaciones que se lograron de parte de la población y del propio gobernador, además de una contribución especial de 10.000 pesos que por orden de Carlos II envió el virrey de la Nueva España, Gaspar de la Cerda y Mendoza, conde de Galve, permitieron que en el mes de enero de 1686 se construyeran los primeros cimientos de la muralla campechana.
Ese año de 1686, Lorencillo y Grandmont desembarcaron en la Bahía de la Ascensión con la finalidad de ingresar a la península por su litoral oriental y atacar la villa de Valladolid para saquearla. Lo hubieran logrado fácilmente a no ser por circunstancias fortuitas que hicieron que los piratas mal interpretaran una huida de los defensores españoles de la región, creyendo que se les preparaba una celada y que les hizo retornar a sus naves. A su paso, sin embargo, por las poblaciones de Tihosuco y Tixcacalcupul saquearon y destruyeron a voluntad.
Otro aspecto al que tuvo que hacer frente el gobernador Téllez de Guzmán durante su gestión como capitán general de la península, fue el constante roce y enconado pleito que se sostenía con los indígenas mayas del sur. Intentó para controlar esta situación abrir un camino entre Campeche y Guatemala a través de las tierras bajas del Petén guatemalteco. Al mismo tiempo intentó aplacar y sujetar a los cehaches que dominaban los kuchkabales de esa región sureña. Logró avanzar en la ruta ocho leguas nada más y no tuvo éxito en su pretendida sujeción de los combativos mayas.